# Cae Gauntt
Cae Gauntt, geboren als Catherine Ellen Cooley (Fort Worth, 21 april 1956), is een Amerikaanse zangeres.

## Carrière
Na haar studie zang- en muziekleraar aan de Baylor University met als hoofdvak zang (klassieke sopraan) werkte ze onder andere als muziek- en toneellerares in een lagere school in Texas, zong ze in talrijke musicals tijdens de jaren 1970, gaf ze soloconcerten, ging ze als soliste van het koor The Continentals op tournee door Europa en werkte ze mee bij radio- en plaatopnamen.
In 1978 verhuisde ze met haar echtgenoot/operazanger Eddie Gauntt naar Wenen, waar ze twee jaar lang Maria Magdalena speelde in Jesus Christ Superstar in het Theater an der Wien. Bovendien werkte ze mee in tv-programma's van ORF, zong ze in het koor van de Weense Stephansdom en gaf ze bigband-concerten op gala's en dansballen. Het aanbod van Peter Weck om in 1983 de hoofdrol te spelen van Grizabella in de in Wenen lopende musical Cats, verwierp ze en verhuisde ze met echtgenoot naar Krefeld en daarna in 1985 nabij Karlsruhe.
Ontdekt door Klaus Heizmann, gaf ze van 1984 tot 1987 met haar echtgenoot en het studiokoor van het Musische Bildungszentrum St. Goar concerten, bovendien ook duoconcerten als Cae & Eddie Gauntt. Sinds het uitbrengen van haar debuutalbum gaf ze soloconcerten. Naast optredens met band ontwikkelde ze steeds weer nieuwe live-concepten, zoals het akoestisch set Cae 3F, Classic meets Pop met koor en orkest, solo met Florian Sitzmann aan de piano, het kerstprogramma met echtgenoot Eddie en Sitzmann, een programma met Eddie en Samuel Jersak, Cae & Combo, concerten met diverse koren en The D.I.V.A.s met Anja Lehmann, Erin Kincaid en Elaine Hanley. Bovendien geeft ze zangseminaries, is ze zangcoach en maakt ze kettingen en tafelbestek.
Sinds 1985 zong ze op vele geluidsdragers voor artiesten als Edo Zanki, Kosho, Dieter Falk, Fools Garden, Jan Vering, Clemens Bittlinger, Pe Werner, Freddy Sahin-Scholl, Nena, Helmut Jost, Lothar Kosse, Hans-Werner Scharnowski, Jochen Rieger, Wolfgang Abendschön, David Hanselmann, Hella Heizmann, Johannes Nitsch, Judy Bailey en André Heller. Als songwriter werkte ze voor artiesten als Dieter Falk, Freddy Sahin-Scholl, Sarah Brightman, Edo Zanki, nu company, Andru Donalds, Wolfgang Abendschön en Tino Oac. Tijdens de opnamen voor Chokmah van Nena dirigeerde Gauntt het koor. Artiesten als Wolle Kriwanek, Doppelpunkt en Fools Garden ondersteunde ze door het redigeren van haar werken, terwijl ze optredens van Rainer Haak, Heiko Bräuning en videoartiest Haegar met songs opvrolijkt.
Sinds 1999 is ze lid van de zanggroep 4 Your Soul, waarmee ze tot nu toe de twee albums 4 Your Soul (2001) en Live at Billy Blues (2005) heeft opgenomen.

## Privéleven
Cae Gauntt is sinds 1978 getrouwd met operazanger Eddie Gauntt. Ze hebben twee zoons.

## Onderscheidingen
- 1995: Pila Music Magazin: zangeres van het jaar
- 1996: Pila Music Magazin: zangeres van het jaar
- 1997: Nominatie voor de International GMA Dove Award
- 2004: Special Music Award: Music Video – voor de korte film St. Ninian's Cave (World Media Festival, Hamburg)
- 2004: Intermedia Globe Gold: Music Video – voor de korte film St. Ninian's Cave (World Media Festival, Hamburg)
- 2004: Silver Screen: Music Video – voor de korte film St. Ninian's Cave (U.S. International Film Festival, Los Angeles)
- 2004: Screen: Short Films – voor de korte film St. Ninian's Cave (U.S. International Film Festival, Los Angeles)

## Discografie

### Studioalbums
- 1987: C.A.E. (Pila Music)
- 1989: Oh Cae (Pila Music)
- 1991: The Circle Of Love (Pila Music)
- 1995: Welt von 1000 Wegen (Pila Music)
- 1999: Hope Garden (Pila Music)
- 2004: Petrographs (Gerth Medien)
- 2011: Was uns bleibt (Gerth Medien)

### Livealbums
- 1994: Alive! (Pila Music)

### Compilaties
- 1997: Day On A Hill (Pila Music, voor de US-markt gemaakt)

### Video's
- 1990: Live (Pila Music)
- 2000: Wir fallen hin (ERF)

## Medewerking als zangeres
| Jaar | Titel                                                                         | Hoofdvertolker of initiatiefnemer van het concept  | Producent                                 | Label                         | Opmerkingen                                          |
| ---- | ----------------------------------------------------------------------------- | -------------------------------------------------- | ----------------------------------------- | ----------------------------- | ---------------------------------------------------- |
| 1985 | Eddie & Cae Gauntt mit dem Studiochor des Musischen Bildungszentrums St. Goar | Cae & Eddie Gauntt                                 | Klaus Heizmann                            | MBZ-Verlag                    | Demo; bijkomende medewerking als componiste          |
| 1985 | Und es begab sich...                                                          | Hella Heizmann                                     | Klaus Heizmann                            | Hänssler Verlag""             |                                                      |
| 1986 | Perfect Therapy                                                               | Andy Pratt                                         | Gerhard Barth                             | GMI                           |                                                      |
| 1986 | Alte Freunde – neue Lieder                                                    | Jan Vering                                         | Dieter Falk                               | Pila Music                    |                                                      |
| 1986 | Lichtblicke                                                                   | Studiochor des Musischen Bildungszentrums St. Goar | Klaus Heizmann                            | Verlag Hans-Rudolf Hintermann |                                                      |
| 1986 | Anbetung                                                                      | Del Huff                                           | Del Huff                                  | Janz Team Music               |                                                      |
| 1987 | Ton in Ton                                                                    | Jürgen Werth                                       | Manfred Staiger                           | ERF-Verlag                    |                                                      |
| 1987 | Psalm 23                                                                      | Wetzlarer Jugendchor & Prisma                      | Jochen Rieger                             | Gerth Medien                  |                                                      |
| 1987 | Jona – Ein Musical                                                            | Johannes Nitsch                                    | Johannes Nitsch                           | Hänssler Verlag               |                                                      |
| 1987 | Farbe kommt in dein Leben                                                     | Studiochor des Musischen Bildungszentrums St. Goar | Klaus Heizmann                            | Hänssler Verlag               |                                                      |
| 1987 | Wer im Glashaus sitzt                                                         | Prisma                                             | Jochen Rieger                             | RM Musik                      |                                                      |
| 1987 | Choräle im neuen Sound                                                        | Dieter Falk                                        | Dieter Falk                               | Pila Music                    |                                                      |
| 1987 | Und der Himmel begann zu singen                                               | Jan Vering                                         | Johannes Nitsch & Hans-Werner Scharnowski | Hänssler Verlag               |                                                      |
| 1988 | Josef – Eine Traumkarriere                                                    | Johannes Nitsch                                    | Johannes Nitsch                           | Hänssler Verlag               |                                                      |
| 1988 | Galatia – Ein Musical                                                         | Paul Hofrichter                                    | Paul Hofrichter                           | Janz Team Music               |                                                      |
| 1988 | Love In My Heart                                                              | One Accord                                         | Danny Plett & Del Huff                    | Janz Team Music               |                                                      |
| 1988 | Wie Gott mir, so ich dir                                                      | Jan Vering                                         | Dieter Falk                               | Pila Music                    |                                                      |
| 1988 | Mensch sing mit!                                                              | Clemens Bittlinger                                 | David Plüss                               | Pila Music                    |                                                      |
| 1989 | Vogelperspektive                                                              | Nicole Vogel                                       | Helmut Jost                               | Gerth Medien                  |                                                      |
| 1989 | Johannes Nitsch                                                               | Johannes Nitsch                                    | Ottar Nesje                               | Hänssler Verlag               |                                                      |
| 1991 | Romantic Rock Volume 2                                                        |                                                    | Dieter Falk                               | Pila Music                    | Remix in eerste verschijning op compilatie           |
| 1992 | Colours                                                                       | Dieter Falk                                        | Dieter Falk                               | Pila Music                    | bijkomende medewerking als songwriter                |
| 1992 | Wenn wir Gott in der Höhe ehren                                               | Johannes Nitsch                                    | Johannes Nitsch                           | Hänssler Verlag               |                                                      |
| 1993 | Selten                                                                        | Clemens Bittlinger                                 | David Plüss                               | Pila Music                    |                                                      |
| 1993 | Los!                                                                          | Pe Werner                                          | Dieter Falk                               | Intercord                     |                                                      |
| 1994 | Drei Tage                                                                     | Johannes Nitsch                                    | Johannes Nitsch                           | Hänssler Verlag               |                                                      |
| 1994 | Mensch sing mit! 2                                                            | Clemens Bittlinger                                 | Dieter Falk & David Plüss                 | Pila Music                    |                                                      |
| 1995 | Der Messias – Händel Meets Pop                                                | Florian Sitzmann & Helmut Jost                     | Florian Sitzmann & Helmut Jost            | Pila Music                    |                                                      |
| 1996 | Auf Gottes Spuren                                                             | Ninive                                             | Florian Sitzmann                          | RM Musik                      | uitsluitend medewerking als componiste               |
| 1998 | Aus heiterem Himmel                                                           | Clemens Bittlinger                                 | David Plüss                               | Pila Music                    |                                                      |
| 1998 | Festival der Weihnachtslieder                                                 | Gerhard Schnitter                                  | Gerhard Schnitter                         | Hänssler Verlag               |                                                      |
| 1999 | Carpe Diem                                                                    | Galileo                                            | Edo Zanki & Florian Sitzmann              | Inhouse                       | bijkomende medewerking als songwriter                |
| 1999 | Da berühren sich Himmel und Erde                                              | Ninive                                             | Arnd Schuler                              | Anker Musik                   | uitsluitend medewerking als songwriter               |
| 1999 | Eine Handbreit neben mir                                                      | ERF Studiochor                                     | Johannes Nitsch                           | ERF-Verlag                    |                                                      |
| 1999 | Ewigkeit fällt in die Zeit                                                    | Helmut Jost & Florian Sitzmann                     | Helmut Jost & Florian Sitzmann            | Felsenfest                    |                                                      |
| 1999 | Top Hits 2000                                                                 |                                                    | Volker Hinkel                             | Pila Music                    | Remix in eerste verschijning op compilatie           |
| 2000 | This Love Is A Child                                                          | Cae & Eddie Gauntt                                 | Florian Sitzmann                          | Hänssler Verlag               | bijkomende medewerking als songwriter                |
| 2001 | Die ganze Zeit                                                                | Edo Zanki                                          | Edo Zanki                                 | Warner Music                  |                                                      |
| 2001 | Chokmah                                                                       | Nena                                               | Florian Sitzmann                          | Eastwest                      | bijkomende medewerking als koordirectrice            |
| 2001 | 4 Your Soul                                                                   | 4 Your Soul                                        | Edo Zanki                                 | EMI Electrola                 | bijkomende medewerking als songwriter                |
| 2001 | Nacht-Wandler                                                                 | Ensemble Entzücklika                               | Michael Schütz                            | Schwabenverlag                |                                                      |
| 2002 | Erweitere meine Grenzen                                                       | Martin Pepper                                      | Matthias Heimlicher                       | Gerth Medien                  |                                                      |
| 2002 | Still Believe In You                                                          | Anja Lehmann                                       | Matthias Heimlicher                       | Gerth Medien                  |                                                      |
| 2002 | Unglaublich – Die ProChrist-CD                                                | Egil Fossum                                        | Egil Fossum & Christian Schnarr           | Hänssler Verlag               |                                                      |
| 2002 | Hommage an Reinhard Mey                                                       |                                                    | Edo Zanki                                 | EMI Records                   | song in eerste verschijning op compilatie            |
| 2003 | Andreas Malessa gesungen von…                                                 | Hans-Werner Scharnowski                            | Hans-Werner Scharnowski                   | Felsenfest                    | uitsluitend medewerking als songwriter               |
| 2003 | A Tribute to Manfred Siebald                                                  | Arne Kopfermann                                    | Florian Sitzmann                          | Gerth Medien                  |                                                      |
| 2003 | Found The Sun                                                                 | Judy Bailey                                        | Florian Sitzmann                          | BMG Music Publishing          |                                                      |
| 2003 | Ruf und Echo                                                                  | André Heller                                       | Florian Sitzmann                          | Polydor                       |                                                      |
| 2004 | From The Beginning                                                            | Nu Company                                         | Nu Company                                | Gerth Medien                  | uitsluitend medewerking als songwriter en componiste |
| 2004 | Leben mit Vision                                                              | Hans-Werner Scharnowski                            | Florian Sitzmann                          | Gerth Medien                  |                                                      |
| 2005 | Live At Billy Blues                                                           | 4 Your Soul                                        | Edo Zanki & Thomas Mark                   | 4 Your Soul                   | bijkomende medewerking als songwriter                |
| 2005 | Christmas                                                                     | Cae & Eddie Gauntt                                 | Florian Sitzmann                          | Gerth Medien                  | bijkomende medewerking als songwriter en arrangeur   |
| 2005 | Schatzsucher                                                                  | Wolfgang Abendschön & Akzente                      | Thomas Mark                               | Burger                        |                                                      |
| 2007 | Glückspilz                                                                    | Wolfgang Abendschön & Akzente                      | Thomas Mark                               | Burger                        |                                                      |
| 2007 | AD07                                                                          | Andru Donalds                                      | AD07                                      | AD07                          | uitsluitend medewerking als songwriter               |
| 2008 | Jerusalem – Geliebte Stadt                                                    | Jochen Rieger                                      | Jochen Rieger                             | Gerth Medien                  |                                                      |
| 2008 | Lichterglanz                                                                  | Jochen Rieger                                      | Jochen Rieger                             | Gerth Medien                  |                                                      |
| 2008 | A Winter Symphony                                                             | Sarah Brightman                                    | Frank Peterson                            | Manhattan Records             | uitsluitend medewerking als songwriter               |
| 2008 | Dem Leben auf der Spur                                                        | Wolfgang Abendschön & Akzente                      | Thomas Mark                               | Burger                        |                                                      |
| 2009 | Ich bin dir nah                                                               | Melanie & Viola für Hella Heizmann                 | Hans-Werner Scharnowski                   | SCM-Verlag                    |                                                      |
| 2009 | Inner Sanctum                                                                 | Cae & Eddie Gauntt                                 | Florian Sitzmann                          | Gerth Medien                  | bijkomende medewerking als songwriter                |
| 2010 | Zwischenspiele für die Seele                                                  | Wolfgang Abendschön & Akzente                      | Thomas Mark                               | Burger                        |                                                      |
| 2011 | Trouble In Paradise                                                           | Andru Donalds                                      | Markus Born                               | Sony Music                    | uitsluitend medewerking als songwriter               |
| 2011 | Grenzenlos                                                                    | Hartmut Nitsch                                     | Hartmut Nitsch                            | Asaph Musik                   |                                                      |
| 2012 | Reisende ohne Gepäck                                                          | Wolfgang Abendschön & Akzente                      | Thomas Mark                               | Burger                        |                                                      |
| 2013 | Gott hat uns nicht vergessen                                                  | Hans-Werner Scharnowski                            | Hans-Werner Scharnowski                   | Gerth Medien                  |                                                      |
| 2013 | Hautnah                                                                       | Edo Zanki                                          | Edo Zanki                                 | Edel Music                    | bijkomende medewerking als songwriter                |
| 2014 | You Love Me                                                                   | Cae & Eddie Gauntt                                 | Florian Sitzmann                          | Gerth Medien                  | bijkomende medewerking als songwriter                |
| 2014 | Ich steh an deiner Krippen hier                                               | Pamela Natterer                                    | Samuel Jersak                             | SCM-Verlag                    |                                                      |
| 2015 | Warum mein Herz so an dir hängt                                               | Arne Kopfermann                                    | Arne Kopfermann                           | Gerth Medien                  | uitsluitend medewerker als songwriter                |
| 2015 | Eddie Gauntt                                                                  | Eddie Gauntt                                       | Florian Sitzmann                          | Gerth Medien                  | bijkomende medewerking als songwriter                |
| 2015 | Liebe ohne Ende                                                               | Arne Kopfermann                                    | Arne Kopfermann                           | Gerth Medien                  | uitsluitend medewerking als songwriter               |
| 2016 | For You                                                                       | Freddy Sahin-Scholl                                | Frank Steiner                             | Sony Music                    | uitsluitend medewerking als songwriter               |

- Gemeinsame Normdatei: 134582578
- International Standard Name Identifier: 0000 0000 5609 8677
- MusicBrainz: c178e801-a0da-405f-af44-36a14a828b28
- Virtual International Authority File: 79682218
- WorldCat: E39PBJv4kQ648FJT44PGXtqYT3